# Marcus Dunstan
Marcus Dunstan (Macomb, 19 settembre 1978) è uno sceneggiatore e regista statunitense.